# Muzeum Twórczości Władysława Wołkowskiego w Olkuszu
Muzeum Twórczości Władysława Wołkowskiego w Olkuszu – muzeum z siedzibą w Olkuszu. Placówka jest miejską jednostką organizacyjną, działającą w ramach Miejskiego Ośrodka Kultury – Dział Muzealno – Regionalny. Jego siedzibą są pomieszczenia XIX-wiecznego Dworku Machnickich.
Zbiory placówki są poświęcone życiu i twórczości Władysława Wołkowskiego (1902-1986) – artysty plastyka, specjalizującego się w wyrobach z wikliny. Muzeum powstało jeszcze za życia artysty – jego otwarcie miało miejsce w 1970 roku, a ekspozycja została zorganizowana według autorskiego pomysłu plastyka.
W zbiorach muzeum znajdują się przedmioty wykonane z wikliny, trzciny, drewna i sznurka: meble, patery, makaty, portrety i pejzaże, wizerunki bóstw słowiańskich oraz postaci z podań ludowych. Ponadto zobaczyć można kompozycje poświęcone wydarzeniom z historii Polski: bitwie pod Grunwaldem, wiktorii wiedeńskiej oraz powstaniu warszawskiemu. Kolekcji dopełniają szkice, rysunki i zapiski artysty.